# Тэннан
Тэннан или Тэнъан (яп. 天安 тэнъан, покой в Поднебесной) — девиз правления (нэнго) японских императоров Монтоку и Сэйва с 857 по 859 год .

## Продолжительность
Начало и конец эры:
- 21-й день 2-й луны 4-го года Сайко (по юлианскому календарю — 20 марта 857 года);
- 15-й день 4-й луны 3-го года Тэннан (по юлианскому календарю — 20 мая 859 года).

## Происхождение
Название нэнго было заимствовано:
- из Ли цзи:「此五行者足以正身安国矣、彼国安而天下安」[4];
- из 4-го цзюаня «Ши цзи»:「天下安寧」[4].

## События
- 27 сентября 858 года (27-й день 8-й луны 2-го года Тэннан) — умер император Монтоку[6]. Трон наследует Корэхито-синно, который через некоторое время взошёл на престол как император Сэйва[7];
- 15 декабря 858 год (7-й день 11-й луны 2-го года Тэннан) — назначение Фудзивары-но Ёсифусы регентом сэссё (яп. 摂政) при 8-летнем наследнике, будущем императоре Сэйва. Впервые этой высокой чести был удостоен член семьи Фудзивара, также это первый в Японии пример воцарения настолько молодого наследника. Начало правления нового императора было провозглашено в храме Исэ[6].

## Сравнительная таблица
Ниже представлена таблица соответствия японского традиционного и европейского летосчисления. В скобках к номеру года японской эры указано название соответствующего года из 60-летнего цикла китайской системы гань-чжи. Японские месяцы традиционно названы лунами.
| 1-й год Тэннан (Огненный Бык)    | 1-я луна*     | 2-я луна*  | 3-я луна               | 4-я луна* | 5-я луна* | 6-я луна  | 7-я луна* | 8-я луна   | 9-я луна    | 10-я луна* | 11-я луна | 12-я луна  |              |
| -------------------------------- | ------------- | ---------- | ---------------------- | --------- | --------- | --------- | --------- | ---------- | ----------- | ---------- | --------- | ---------- | ------------ |
| Юлианский календарь              | 30 января 857 | 28 февраля | 29 марта               | 28 апреля | 27 мая    | 25 июня   | 25 июля   | 23 августа | 22 сентября | 22 октября | 20 ноября | 20 декабря |              |
| 2-й год Тэннан (Земляной Тигр)   | 1-я луна      | 2-я луна*  | 2-я луна* (високосная) | 3-я луна  | 4-я луна* | 5-я луна* | 6-я луна  | 7-я луна*  | 8-я луна    | 9-я луна*  | 10-я луна | 11-я луна  | 12-я луна    |
| Юлианский календарь              | 19 января 858 | 18 февраля | 19 марта               | 17 апреля | 17 мая    | 15 июня   | 14 июля   | 13 августа | 11 сентября | 11 октября | 9 ноября  | 9 декабря  | 8 января 859 |
| 3-й год Тэннан (Земляной Кролик) | 1-я луна*     | 2-я луна   | 3-я луна*              | 4-я луна  | 5-я луна* | 6-я луна* | 7-я луна  | 8-я луна*  | 9-я луна    | 10-я луна* | 11-я луна | 12-я луна  |              |
| Юлианский календарь              | 7 февраля 859 | 8 марта    | 7 апреля               | 6 мая     | 5 июня    | 4 июля    | 2 августа | 1 сентября | 30 сентября | 30 октября | 28 ноября | 28 декабря |              |

* звёздочкой отмечены короткие месяцы (луны) продолжительностью 29 дней. Остальные месяцы длятся 30 дней.